# Todd Howard
Todd Howard (Allentown, 6 ottobre 1970) è un autore di videogiochi e informatico statunitense.
È divenuto noto nel settore dal 2000, quando prese le redini dello sviluppo di The Elder Scrolls III: Morrowind e di conseguenza divenne game director di tutti i giochi di Bethesda Softworks venuti in seguito.

## Biografia

### Studi e vita prima dei videogiochi
Nato ad Allentown, in Pennsylvania, Todd Howard iniziò ad appassionarsi ai videogiochi e all'informatica fin da ragazzino; i videogiochi che avrebbero per sempre influenzato la sua idea di design furono principalmente Ultima III e Wizardry. Howard frequentò con successo la scuola superiore della Contea di Lehigh, diplomandosi nel 1989, ottenne poi una laurea in ingegneria gestionale al College di William e Mary nel 1993.

### Metà anni 90: entrata in Bethesda eThe Elder Scrolls
Mosso dalla propria passione, nel 1994 Todd provò a chiedere di entrare in Bethesda Softworks; richieste che furono respinte per ben 2 volte, prima di essere rivalutato e finalmente poter farsi strada nella realtà del settore. Il primo incarico che Howard ebbe in Bethesda, fu quello di effettuare il debugging di The Elder Scrolls: Arena, per la conversione da floppy disk a CD-ROM. Dopo questo, Todd fu assegnato alla sezione progettazione e design dello sparatutto in prima persona The Terminator: Future Shock e successivamente lavorò anche alla sceneggiatura di The Elder Scrolls II: Daggerfall, pubblicato nel 1996.
Per la prima volta fu scelto come capo del progetto di The Elder Scrolls Adventures: Redguard, nel 1998, in un periodo però che vide Bethesda Softworks affossarsi ai margini del mercato, rendendola vicina al fallimento. L'azienda venne salvata da ZeniMax Media nel 1999, sotto la decisione dello stesso fondatore, Christopher Weaver.

### Anni 2000: game director diMorrowind,OblivioneFallout 3

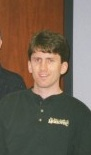
Todd Howard nel 2001 durante lo sviluppo di The Elder Scrolls III: Morrowind.

Con Bethesda salva e portata negli anni 2000, Todd Howard venne scelto come game director di un nuovo capitolo dei The Elder Scrolls. Howard decise di ripescare alcune idee messe da parte anni prima, e il suo lavoro su questo nuovo titolo sarebbe stato decisivo e rivoluzionario, non solo fine a sé stesso, ma che avrebbe anche influito sulla storia dei videogiochi in sé. L'ambientazione del gioco, pari a 16 km², circoscritta sull'isola di Vvanderfell, era solo una parte del mondo di Tamriel precedentemente visto in Arena: pur apparendo inizialmente come una mancanza, in realtà questa scelta permise varietà e dettagli molto maggiori per ogni zona e Todd optò per abbandonare gli algoritmi che generavano casualmente ambienti e NPC, in un certo senso quindi il mondo sembrava ancora più vasto perché anche più vario. Anche il motore grafico fu completamente cambiato, e venne utilizzato il Gamebryo, mentre il lato sonoro venne curato dall'allora giovane Jeremy Soule. Stava nascendo The Elder Scrolls III: Morrowind.
Dopo molte fatiche e rinvii, nel 2002 fu pubblicato The Elder Scrolls III: Morrowind. Il gioco fu letteralmente consacratore di Bethesda a tutti gli effetti, vinse moltissimi premi, fu acclamato e considerato uno dei più importanti videogiochi della sua epoca e un grande innovatore nel settore dei videogiochi di ruolo, con oltre 4 milioni di copie vendute.
Dato il successo del gioco, Howard fu scelto come game director ancora una volta per il successivo capitolo della serie. Nel 2006 venne quindi pubblicato The Elder Scrolls IV: Oblivion, che bissò nuovamente il successo ormai confermato della saga, un altro capolavoro considerato un classico dei videogiochi di ruolo, ed uno dei migliori giochi della settima generazione, che nelle prime 3 settimane di presenza sul mercato vendette ben 1,7 milioni di copie.
A seguito di questi due videogiochi di successo, Todd venne scelto ancora come game director di un videogioco di ruolo, legato alla serie Fallout, che Bethesda Softworks aveva acquisito da Interplay Entertainment nel 2004.
Sotto la sua supervisione venne quindi pubblicato Fallout 3 nel 2008. Grazie agli sforzi di Howard, e di tutto il team di sviluppo, questo capitolo riuscì nel fondere il tema post-apocalittico con lo stile di The Elder Scrolls e diventò uno dei più grandi ed originali action RPG di successo della storia dei videogiochi, con il raggiungimento di 4,7 milioni di copie vendute dopo appena una settimana, superando così The Elder Scrolls IV: Oblivion.

### Anni 2010-2015: nuovi successi conSkyrimeFallout 4
Mentre lo sviluppo di un nuovo capitolo di Fallout, Fallout: New Vegas, venne commissionato ad Obsidian Entertainment, Howard ed il suo team iniziarono un lungo lavoro sul quinto capitolo di The Elder Scrolls, ovvero The Elder Scrolls V: Skyrim. Dopo anni, Skyrim venne pubblicato nel novembre 2011: il gioco risultò acclamatissimo da critica e pubblico, e avrebbe venduto la cifra di oltre 20 milioni di copie; un risultato mai raggiunto prima da Howard e Bethesda.
Come da programma, a cui ormai i fan di Bethesda erano abituati, scese il silenzio per anni sul prossimo progetto di Howard. Preceduto da molta eccitazione, durante i primi mesi del 2015, Bethesda annunciò l'importante decisione di organizzare una propria conferenza all'E3 2015, evento mai verificatosi nella storia dell'azienda. Tuttavia a sole 2 settimane di distanza dall'E3, Bethesda, decise di giocare le proprie carte in anticipo e dopo un countdown di 24 ore lanciato il 2 giugno, rivelò finalmente l'atteso Fallout 4. Il 14 giugno Howard salì sul palco della conferenza E3, presentando ufficialmente il gameplay di Fallout 4 e la data di uscita, fissata per il 10 novembre dello stesso anno. Fallout 4 venne accolto però, rispetto che in passato, come il primo lavoro di Howard che, seppur apprezzato, riceverà aspre critiche riguardo al sistema di dialogo, il gameplay eccessivamente semplificato ed una grafica non competitiva; critiche a parte comunque, il gioco fu un successo con oltre 1.2 milioni di copie vendute su Steam, in meno di 24 ore.

### Il futuro di Bethesda (2015-)
In seguito all'uscita di Fallout 4, i progetti videoludici di Howard vennero meno per qualche anno, complici soprattutto la realizzazione di titoli che vedevano Bethesda impegnata in collaborazioni con sviluppatori esterni. Ciononostante, il game director supervisionò alla realizzazione di Fallout Shelter, videogioco gestionale rilasciato per smartphones e tablet.
All'E3 del 2017, in occasione della conferenza di Bethesda, Howard ha annunciato l'uscita prossima di The Elder Scrolls V: Skyrim Special Edition, ovvero una nuova versione del quinto capitolo di Elder Scrolls, con inclusi i tre DLC già pubblicati, di modo da rendere disponibile il gioco anche per le console di settima generazione. Pubblicato a fine ottobre dello stesso anno, Skyrim Special Edition viene pubblicato in novembre anche su Nintendo Switch. Alla QuakeCon del 2017, Howard dichiara l'uscita imminente delle versioni per realtà virtuale di Skyrim, Doom e Fallout 4.
L'11 giugno 2018 si svolge la conferenza di Bethesda all'E3 di Los Angeles, nella quale occasione Howard presenta due titoli di imminente uscita, ovvero Fallout 76 e The Elder Scrolls: Blade, di cui quest'ultimo per smartphone e tablet. A conclusione della conferenza, Howard mostra inoltre i teaser trailer di un nuovo titolo, Starfield (che viene dichiarato come il primo franchise realizzato unicamente da Bethesda), nonché di The Elder Scrolls VI. Riguardo a Starfield, Howard ha dichiarato (enigmaticamente) che il gioco sarebbe stato "di nuova generazione" e che la sua realizzazione era cominciata nel 2013. Riguardo al sesto capitolo di The Elder Scrolls, Howard ha dichiarato di conoscere data ed ambientazione del gioco, ma che esso è ancora in fase di pre-produzione.

## Critica, opinioni e riconoscimenti
Per via del successo, sempre più crescente, dei suoi giochi e di sé stesso come game director, Todd Howard, a partire dal rilascio di The Elder Scrolls V: Skyrim, si è trasformato in un fenomeno di Internet. Riguardo alle proprie opinioni sui videogiochi, ha ammesso che The Elder Scrolls IV: Oblivion sacrificò ciò che rendeva The Elder Scrolls III: Morrowind "particolare", dicendo «In Oblivion, abbiamo a che fare con la zona della capitale, volevamo tornare alle ambientazioni classiche di Arena e Daggerfall in un mondo fantasy dallo stile più definito e conosciuto. [...] Con questo, abbiamo sacrificato qualcosa che rendeva Morrowind speciale, la meraviglia della scoperta». Si è detto inoltre favorevole al modding nei videogiochi, affermando di non capire per quale motivo molti sviluppatori non consentono tale pratica. Dopo il rilascio di Fallout 4, Howard, ha ammesso di essere ben consapevole delle critiche ricevute dal gioco, soprattutto per quel che riguarda il sistema di dialoghi, dicendo «Il modo in cui abbiamo inserito i dialoghi, non ha funzionato molto bene. [...] Questo aspetto ha avuto meno successo di altre cose presenti nel gioco».
Todd Howard è stato inserito da IGN, nel 2008, nella lista dei 100 migliori creatori di videogiochi, citando la sua "impressionante capacità di spingere il gioco in territorio, dove pochi altri designers avrebbero il coraggio di andare". Lo stesso sito ha anche inserito i giochi di cui si è occupato Howard nella lista dei 100 migliori giochi di ruolo di sempre, con The Elder Scrolls III: Morrowind al 32º posto, The Elder Scrolls IV: Oblivion al 22º posto, Fallout 3 al 10º posto e The Elder Scrolls V: Skyrim al 7º posto.
Nel 2009, in occasione del D.I.C.E. Summit, Todd Howard ha elencato le sue 3 regole per concepire buoni giochi:
- 1) - I grandi giochi sono quelli che vengono giocati, non creati: bisogna saper giocare i propri giochi, ed essere pronti a buttare via, se necessario, anche le idee che pensavi fossero le migliori.
- 2) - Non complicarsi la vita: durante lo sviluppo di Fallout 3, avevamo l'obiettivo di inserire l'intera Washington nel gioco; ma ne abbiamo inserita solo metà.
- 3) - Definire l'esperienza di gioco: non serve definire il proprio gioco in base ad una lista di elenchi puntati. Bisogna definirlo dall'esperienza che si desidera dare ai giocatori.